# Chris O'Donnell
Christopher Eugene O'Donnell (Winnetka, Illinois, 26 de junio de 1970), conocido como Chris O'Donnell, es un actor de cine y televisión estadounidense. 
Destacado por interpretar conocidos papeles como Dick Grayson/Robin en Batman Forever (1995) y Batman y Robin (1997); Charlie Simms en Scent of a Woman (1992);  Peter Garrett en Límite vertical (2000); Finn Dandridge en Grey's Anatomy y Jack McAuliffe en The Company. Además, O'Donnell, interpreta al NCIS Agente Especial G. Callen en la serie de televisión de drama criminal de la CBS, NCIS: Los Angeles.

## Biografía

### Primeros años
Chris O'Donnell es hijo de William Charles O'Donnell, director radiofónico, y Julie Ann O'Donnell (nacida Rohs von Brecht), agente inmobiliaria. Es el menor de 7 hermanos (cuatro hermanas y tres hermanos), uno de los cuales, Jim O'Donnell, es especialista de cine. Se crio en una familia católica y asistió a colegios e institutos católicos, incluyendo Loyola Academy en Wilmette, Illinois, donde cursó y se graduó en 1988. 
O'Donnell asistió a la Universidad de Boston y se graduó con una licenciatura en Ciencias Comerciales - Mercadotecnia (Marketing).

### Vida personal
En 1997 contrajo matrimonio con la profesora Caroline Fentress, con la que ha tenido cinco hijos. O'Donnell es un católico practicante, asiste a misa regularmente junto a su familia.

## Trayectoria profesional
O'Donnell comenzó a hacer de modelo a la edad de trece años y comenzó su trayectoria como actor interviniendo en anuncios publicitarios entre los 14 y 16 años, de los que el más destacado es un spot de McDonald's en el que aparecía junto a Michael Jordan.
Su primer papel en televisión fue en la serie Jack y Mike en 1986. En el año 1990, con 20 años, fue seleccionado para encarnar al hijo en la ficción de Jessica Lange en Men Don't Leave. Ese mismo año estuvo a punto de intervenir en El príncipe de las mareas, pero finalmente Barbra Streisand decidió darle el papel a su hijo Jason Gould. A principios de la década de 1990, O'Donnell participó en muchas películas de éxito como Tomates verdes fritos (1991) y School Ties (1992). Su primera gran oportunidad llegó en 1992 encarnando al joven Charlie Simms en Scent of a Woman, película coprotagonizada por Al Pacino y por la que fue nominado al Globo de Oro en la categoría de Mejor Actor de Reparto. Fue nombrado uno de los 12 nuevos prometedores actores de 1992 en Screen World, Vol. 44 de John Willis.
Tras el éxito de Blue Sky (1994) y Círculo de amigos (1995), en 1995 saltaría a la fama por su interpretación de Dick Grayson/Robin en Batman Forever (1995) y en su secuela, Batman y Robin (1997), aunque el éxito de taquilla de esta última fue modesto, fue muy criticada y el propio O'Donnell la ha denominado como un punto bajo en su carrera. Según los informes, fue parte de un grupo de candidatos que incluían a Leonardo DiCaprio, Matt Damon, Jude Law, Ewan McGregor, Corey Haim, Corey Feldman, Toby Stephens, y Scott Speedman. Se dice que O'Donnell fue la opción favorita para interpretar a Jack Dawson en la exitosa película de la 20th Century Fox, Titanic, pero DiCaprio obtuvo finalmente el papel.
O'Donnell firmó un contrato para interpretar a Robin en otras dos secuelas más de Batman, pero no llegaron a grabarse tras la cancelación de Batman Triumphant.
En 1996 O'Donnell interpretó el papel protagonista en la película The Chamber, basada en la novela de John Grisham. Fue considerado para el papel principal en Spider-Man, cuando el proyecto estaba en desarrollo con James Cameron en 1996 pero Tobey Maguire fue finalmente el elegido.
Fue la elección original de los productores para el papel de James Edwards en Hombres de negro (1997), pero después de que él lo rechazase el papel fue a Will Smith. Las películas Cookie's Fortune (1999), The Bachelor (1999) y Límite vertical (2000) sólo tuvieron un éxito moderado. En el año 2000, desencantado con su profesión, decidió retirarse por un tiempo con la intención de estar más con su familia, aunque ha participado en varios filmes independientes.
En 2004 con la película ampliamente alabada Kinsey. O'Donnell también apareció en ese mismo año en el episodio titulado "An Old Flame with a New Wick" de la serie de televisión Dos hombres y medio. En septiembre de 2005 estrenó la serie Head Cases, producida por Fox y que contaba la historia de Jason Payne, un abogado con problemas psicológicos. El espectáculo fue el primero de la temporada de otoño 2005 en ser cancelado, y sólo dos episodios se emitieron. Posteriormente fue elegido como Finn Dandridge un novio veterinario de Meredith Grey en la serie de televisión de la ABC, Grey's Anatomy.
Participó en la destacada miniserie de TNT, The Company, interpretando a un agente de la CIA, Jack McAuliffe. En 2009 fue elegido para interpretar al agente especial G. Callen en la serie NCIS: Los Ángeles, spin-off de NCIS, ambas de la CBS. En 2010, O'Donnell apareció en la secuela de la película de 2001, Cats & Dogs, Cats & Dogs: La venganza de Kitty Galore.
El 5 de marzo de 2015 el actor recibió su estrella en el paseo de la fama en Hollywood.

## Filmografía

### Cine
| Cine | Cine                                     | Cine                     | Cine                   |
| Año  | Título                                   | Personaje                | Director               |
| ---- | ---------------------------------------- | ------------------------ | ---------------------- |
| 1990 | Men Don't Leave                          | Chris Macauley           | Paul Brickman          |
| 1991 | Tomates verdes fritos                    | Buddy Threadgoode        | Jon Avnet              |
| 1992 | School Ties                              | Chris Reece              | Robert Mandel          |
| 1992 | Scent of a Woman                         | Charlie Simms            | Martin Brest           |
| 1993 | Los tres mosqueteros                     | D'Artagnan               | Stephen Herek          |
| 1994 | Blue Sky                                 | Glenn Johnson            | Tony Richardson        |
| 1995 | Círculo de amigos                        | Jack Foley               | Pat O'Connor           |
| 1995 | Mad Love                                 | Matt Leland              | Antonia Bird           |
| 1995 | Batman Forever                           | Dick Grayson/Robin       | Joel Schumacher        |
| 1996 | The Chamber                              | Adam Hall                | James Foley            |
| 1996 | In Love and War                          | Ernest 'Ernie' Hemingway | Richard Attenborough   |
| 1997 | Batman y Robin                           | Dick Grayson/Robin       | Joel Schumacher        |
| 1999 | Cookie's Fortune                         | Jason Brown              | Robert Altman          |
| 1999 | The Bachelor                             | Jimmie Shannon           | Gary Sinyor            |
| 2000 | Límite vertical                          | Peter Garrett            | Martin Campbell        |
| 2002 | 29 Palms                                 | The Hitman               | Leonardo Ricagni       |
| 2004 | Kinsey                                   | Wardell Pomeroy          | Bill Condon            |
| 2005 | The Sisters                              | David Turzin             | Arthur Allan Seidelman |
| 2008 | Kit Kittredge: An American Girl          | Jack Kittredge           | Patricia Rozema        |
| 2008 | Max Payne                                | Jason Colvin             | John Moore             |
| 2010 | Cats & Dogs: The Revenge of Kitty Galore | Shane                    | Brad Peyton            |
| 2010 | A Little Help                            | Bob Pehlke               | Michael J. Weithorn    |

### Televisión
| 1986      | Jack and Mike                              | Evan                       | Serie de televisión - Episodio: Cry Uncle                    |
| 2003      | The Practice (El abogado)                  | Brad Stanfield             | Serie de televisión - 4 episodios, 8.ª temporada             |
| 2004      | Two and a Half Men (Dos hombres y medio)   | Jill/Bill                  | Serie de televisión - Episodio: An Old Flame with a New Wick |
| 2005      | Head Cases                                 | Jason Payne                | Serie de televisión - 2 episodios                            |
| 2007      | Grey's Anatomy (Anatomía de Grey)          | Dr. Finn "McVet" Dandridge | Serie de televisión - 9 episodios                            |
| 2007      | The Company                                | Jack McAuliffe             | Miniserie de televisión - 4 episodios                        |
| 2009      | WWII in HD: The Air War                    | John Gibbons (Voz)         | Documental de televisión                                     |
| 2009      | NCIS: Naval Criminal Investigative Service | G. Callen                  | Serie de televisión - Episodio: "Legend (Parte 1 & 2)"       |
| 2009-2023 | NCIS: Los Angeles                          | G. Callen                  | Serie de televisión - 168 episodios                          |
| 2012      | Hawaii Five-0                              | G. Callen                  | Serie de televisión - Episodio: "Pa Make Loa"                |
| 2013      | Who Do You Think You Are?                  | Él mismo                   | Serie de televisión - Episodio:                              |

## Premios y nominaciones
| Año  | Premio                                  | Categoría                                  | Título                        | Resultado |
| ---- | --------------------------------------- | ------------------------------------------ | ----------------------------- | --------- |
| 1993 | Chicago Film Critics Association Awards | Actor más prometedor                       | Scent of a Woman              | Ganador   |
| 1994 | Razzie Awards                           | Peor actor de reparto                      | Los tres mosqueteros          | Candidato |
| 1994 | ShoWest Convention                      | Estrella masculina del mañana              | Estrella masculina del mañana | Ganador   |
| 1998 | Blockbuster Entertainment Awards        | Mejor actor de reparto- Ciencia ficción    | Batman y Robin                | Ganador   |
| 1998 | Razzie Awards                           | Peor dupla (Compartido con George Clooney) | Batman y Robin                | Candidato |
| 1998 | Razzie Awards                           | Peor actor de reparto                      | Batman y Robin                | Candidato |

### Premios Globo de Oro
| Año  | Categoría              | Título           | Resultado |
| ---- | ---------------------- | ---------------- | --------- |
| 1993 | Mejor actor de reparto | Scent of a Woman | Candidato |